# Cyclopogon elegans
Espèce
Synonymes
- Beadlea elegans (Hoehne) Garay[1]

Cyclopogon elegans est une espèce de plantes de la famille des Orchidaceae (les orchidées), de la sous-famille des Orchidoideae, de la tribu des Cranichideae et de la sous-tribu des Spiranthinae.

## Répartition
L'espèce est trouvée en Amérique du Sud (Argentine, Bolivie, Brésil).

## Publication originale
- Frederico Carlos Hoehne, Arq. Bot. Estado São Paulo, 1(6), 1944 : 132.